# Mohamed Mehdi Jelassi
Mohamed Mehdi Jelassi – tunezyjski zapaśnik walczący w stylu klasycznym. Brązowy medalista igrzysk afrykańskich w 2003. Wicemistrz Afryki w 2003 i 2006. Wicemistrz igrzysk panarabskich w 2004. Piąty w Pucharze Świata w 2002 roku.